# Подчасовня
 Подчасовня  — деревня в Пижанском муниципальном округе Кировской области.

## География
Расположена на расстоянии примерно 13 км по прямой на юго-запад от райцентра поселка Пижанка.

## История
Известна с 1873 года как деревня Подчасовня, в которой дворов 16 и жителей 112, в 1905 (Подчасовенская или Часовня), дворов было 22 и жителей 133. В 1926 году дворов 33 и жителей 144 (мари 133), в 1950 (уже Подчасовня) дворов 18 и жителей 72, в 1989 году 42 жителя. До 2020 года входила в состав Безводнинского сельского поселения до его упразднения.

## Население
Постоянное население составляло 35 человек (мари 100%) в 2002 году, 17 в 2010.